# Running Man (TV-program)
Running Man är en sydkoreansk gameshow; ett program i SBSs "Good Sunday", tillsammans med "K-Pop Star". Första avsnittet sändes 11 juli 2010. Deltagarna måste göra vissa uppdrag på olika platser. 

## Format

### Nuvarande
Från och med avsnitt 48, ska medlemmarna och gästerna vara med på en serie uppdrag för att bli vinnare i slutet av tävlingen. 

### Föregående

#### Avsnitt 1
Medlemmarna och gästerna låstes in i ett köpcentrum när det var stängt och var tvungna att lämna innan köpcentrumet öppnade. I avsnittet, var de uppdelade i två lag som skulle hitta koder gömda i köpcentrumet som behövdes för att kunna öppna dörrarna. Med totalt 5 nummer, efter en hade hittats, så tävlade man om vem som fick starta först när man började leta efter nästa nummer. Medan förlorarna fick ett straff som de var tvungna att klara av innan de fick starta. När alla numren hade hittats. Så fick de prova att öppna dörrarna. Vinnande laget fick gå hem medan laget som förlorade fick stanna kvar på köpcentrumet och ta emot ett straff.

## Deltagare
- Yoo Jae-Suk
- Gary (Ep. 1-324)
- Ha-ha
- Ji Suk-jin
- Kim Jong-kook
- Lee Kwang-soo
- Song Ji-hyo
- Song Joong-ki (Ep.1-41)
- Lizzy (Ep.18-26)